# Hauffiopteryx

Розмір Hauffiopteryx

Hauffiopteryx — рід іхтіозаврів, що існував у ранній юрі (182 млн років тому). Викопні рештки іхтіозавра знайдені в Німеччині, Люксембурзі та Великій Британії.

## Опис
Іхтіозавр малого розміру, завдовжки 2-3 м, з відносно короткою та тонкою мордою.